# Горийский троллейбус
Горийский троллейбус — закрытая троллейбусная система в грузинском городе Гори. Существовала с 1972 по 2010 год. Была последней действующей системой на контролируемой Грузией территории (троллейбус в Сухуми, находящемся на территории частично признанной Абхазии продолжил функционирование).

## История
Троллейбусное движение в Гори было открыто 30 апреля 1972 года. В том же году была открыта вторая линия. В 1970-х годах горийский троллейбус переживал период бурного роста — уже к 1979 году в городе было 3 троллейбусные линии. Последняя, четвертая линия, была введена в эксплуатацию в 1981 году.
Первыми троллейбусами в Гори были чехословацкие Škoda 9Tr, которые поступили в 1972 году в количестве 22 штук. Эти троллейбусы поступили в двух- и трехдверном исполнении. В первой половине 1980-х годов город получил три новейших на тот момент с технической точки зрения чехословацких троллейбусов Škoda 14Tr. В 1990 году троллейбусный парк пополнился двумя троллейбусами ЗиУ-9.
Троллейбусное депо находилось на Цхинвальском шоссе.
Существовавшие линии связывали центр Гори с его пригородами и близлежащими селами:
- № 1: Хлебозавод — микрорайон Квернаки — село Орташени
- № 2: Железнодорожный вокзал — село Тинисхиди
- № 3: Площадь Давида Строителя — микрорайон комбината
- № 4: Железнодорожный вокзал — Площадь Давида Строителя

С распадом СССР горийский троллейбус оказался в тяжелом положении. Чехословацкие Škoda 9Tr уже выработали свой ресурс, а на покупку новых троллейбусов у парка не было средств. Поэтому в 1990-х произошло массовое списание части подвижного состава — машины разбирались для того, чтобы пойти на запчасти для более свежих троллейбусов. Были закрыты маршруты № 1 и № 3.
В 2006 году в город поступили три бывших афинских ЗиУ-9, которые до этого работали в Тбилиси. Всего в 2006 году на двух маршрутах работало 12 троллейбусов.
Во время войны в Грузии в 2008 году город подвергся бомбежкам ВВС России, от которых пострадал маршрут № 4. После окончания войны он так и не был восстановлен.
С 2008 по 2010 годы в городе функционировал единственный троллейбусный маршрут № 2 от вокзала до села Тинисхиди. В 2009 году троллейбусный парк пополнился партией троллейбусов из Рустави, где была закрыта троллейбусная система.
Горийский троллейбус в последний год своего существования работал с 7 часов утра до 16 часов дня, 5 троллейбусов обслуживали один маршрут. Проезд стоил 10 тетри.
29 марта 2010 года движение троллейбусов в Гори было приостановлено из-за нехватки средств. В апреле того же года было принято решение о закрытии системы. По другим данным, территория троллейбусного парка была продана уже в 20-х числах мартра.

## В культуре
- Горийский троллейбус можно увидеть в фильме Ренни Харлина «5 дней в августе», когда главные герои сидят в кафе на проспекте Сталина, а на заднем плане проезжает Škoda 9Tr.